# 上川駅
上川駅（かみかわえき）は、北海道上川郡上川町中央町にある、北海道旅客鉄道（JR北海道）石北本線の駅である。電報略号はミワ。事務管理コードは▲122508。駅番号はA43。

## 歴史

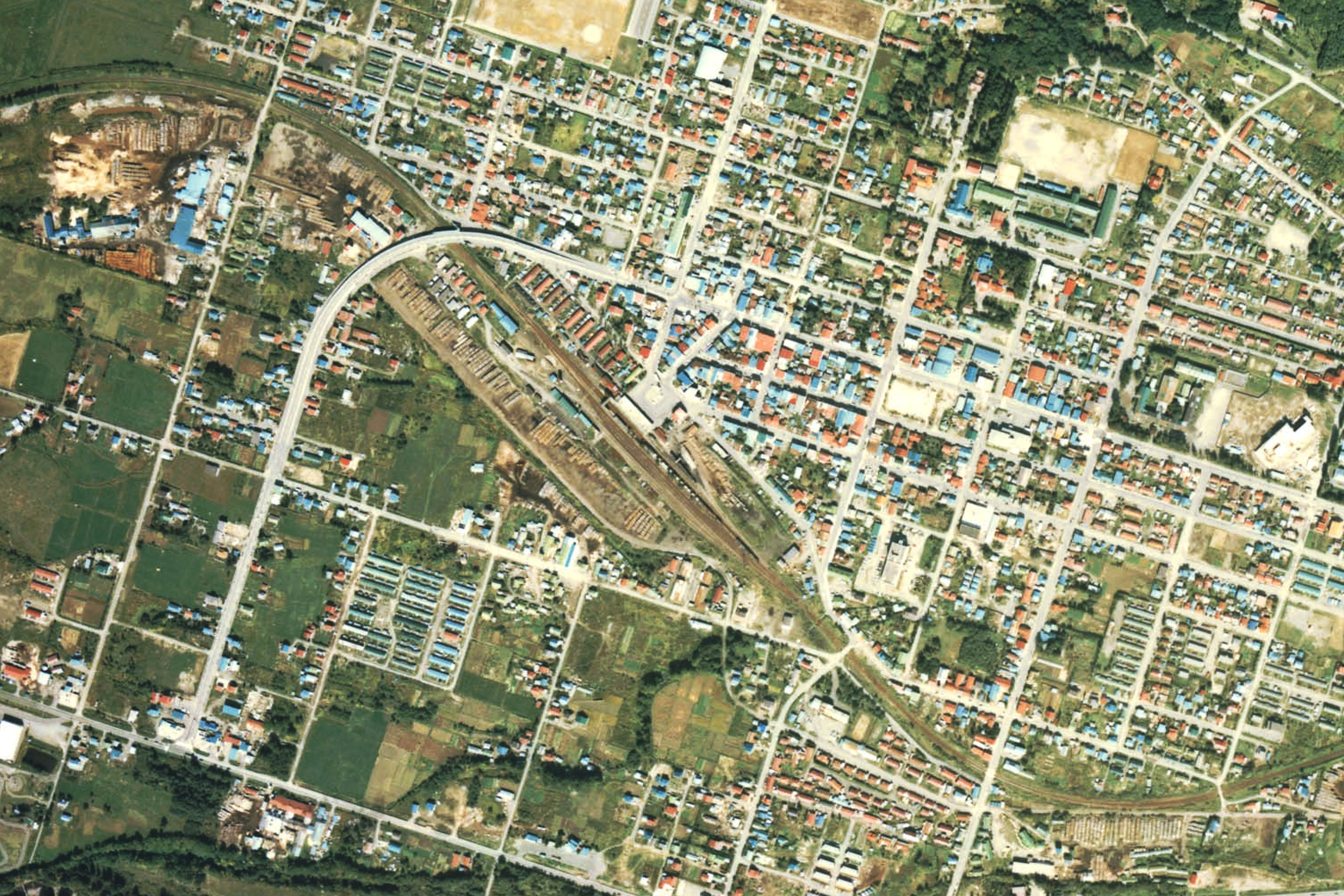
1977年の上川駅と周囲約1×1.5km範囲。右が遠軽方面。駅裏旭川方に転車台の残る車庫線を有する。その裏側に営林署の土場が広がっているが、層雲峡森林鉄道が接続していたのは右下遠軽方のカーブの外側に残る土場の方であった。本線のカーブと土場との間に左から右へ接線状に軌道跡が細道となって残っている。

- 1923年（大正12年）11月15日：鉄道省石北線愛別駅-当駅間延伸開業に伴い設置[5]。一般駅[1]。
- 1927年（昭和2年）10月10日：所属路線名が石北西線に改称[5]。
- 1929年（昭和4年）11月20日：当駅-中越駅間延伸開業[5]。
- 1932年（昭和7年）10月1日：新旭川駅-野付牛駅（現・北見駅）間を石北線と線名改称[5]。
- 1947年（昭和22年）：層雲峡森林鉄道開設。最長時（1949年）20.5キロ[6]
- 1949年（昭和24年）6月1日：公共企業体である日本国有鉄道に移管。
- 1952年（昭和27年）：層雲峡森林鉄道廃止。
- 1954年（昭和29年）8月12日：旭川市から北見市に向かう昭和天皇、香淳皇后のお召し列車が停車。駅前奉迎が行われた[7]。
- 1976年（昭和51年） - 氷瀑祭りの開催
- 1961年（昭和36年）4月1日：所属路線名が石北本線に改称[5]。
- 1962年（昭和37年）8月31日：駅舎改築[8]。
  - 層雲峡などへの観光客急増に伴い駅舎が手狭となったことによる。
- 1964年（昭和39年）11月1日：特急「おおとり」の季節停車を開始[8]。
- 1968年（昭和43年）
  - 7月25日：補助コンテナ基地設置。
  - 9月3日、9月5日：昭和天皇、香淳皇后の大雪山国立公園訪問に際して、当駅発着のお召し列車を運行[9]。
- 1969年（昭和44年）5月1日：特急「おおとり」の停車を通年に変更[8]。
- 1984年（昭和59年）2月1日：貨物・荷物取扱い廃止[1]。
- 1987年（昭和62年）4月1日：国鉄分割民営化により北海道旅客鉄道（JR北海道）に継承[5]。
- 1999年（平成11年）4月1日：駅レンタカー営業所営業開始[10]。
- 2008年（平成20年）11月：駅前周辺区画整理事業の一環で駅舎を改修。
- 2013年（平成25年）3月31日：駅レンタカー営業所営業終了[11]。

### 駅名の由来
駅所在地付近はもともと「留辺志部（るべしべ）」と呼ばれていたため、当初鉄道当局側は、この「留辺志部」に、同音の留辺蘂駅（1912年〔大正元年〕開業）との区別のため旧国名の「石狩」を冠して「石狩留辺志部」とする案を考えていたが、長すぎることや語呂の悪さといった問題があった。
あわせてこのころ留辺志部地域を愛別村から分村する機運が高まっており、留辺志部の住民によって駅および新村の名称選定が行われた結果、最終的に石狩川の上流、との意で新村が「上川村」と命名されたため、駅名もそれに倣っている。
こうした経緯から上川町が所属する上川郡や上川総合振興局の「上川」の語源と、駅・町の「上川」の語源に直接の関係はない。

## 駅構造
2面3線の単式・島式複合ホームの地上駅である。跨線橋で連絡している。1番線（旭川方面のみ）と3番線は折り返しが可能。
社員配置駅。みどりの窓口設置。早朝と夕方以降は無人となるが、運転扱いの駅員は終日配置される。自動券売機が設置されていたが、駅舎改装時に撤去されている。

### のりば
| 番線 | 路線      | 方向 | 行先           |
| ---- | --------- | ---- | -------------- |
| 1    | ■石北本線 | 上り | 旭川・札幌方面 |
| 1    | ■石北本線 | 下り | 遠軽・網走方面 |
| 2    | ■石北本線 | 上り | 旭川・札幌方面 |
| 3    | ■石北本線 | 上り | 旭川・札幌方面 |
| 3    | ■石北本線 | 下り | 遠軽・網走方面 |

- 特急列車は1番線に停車する。

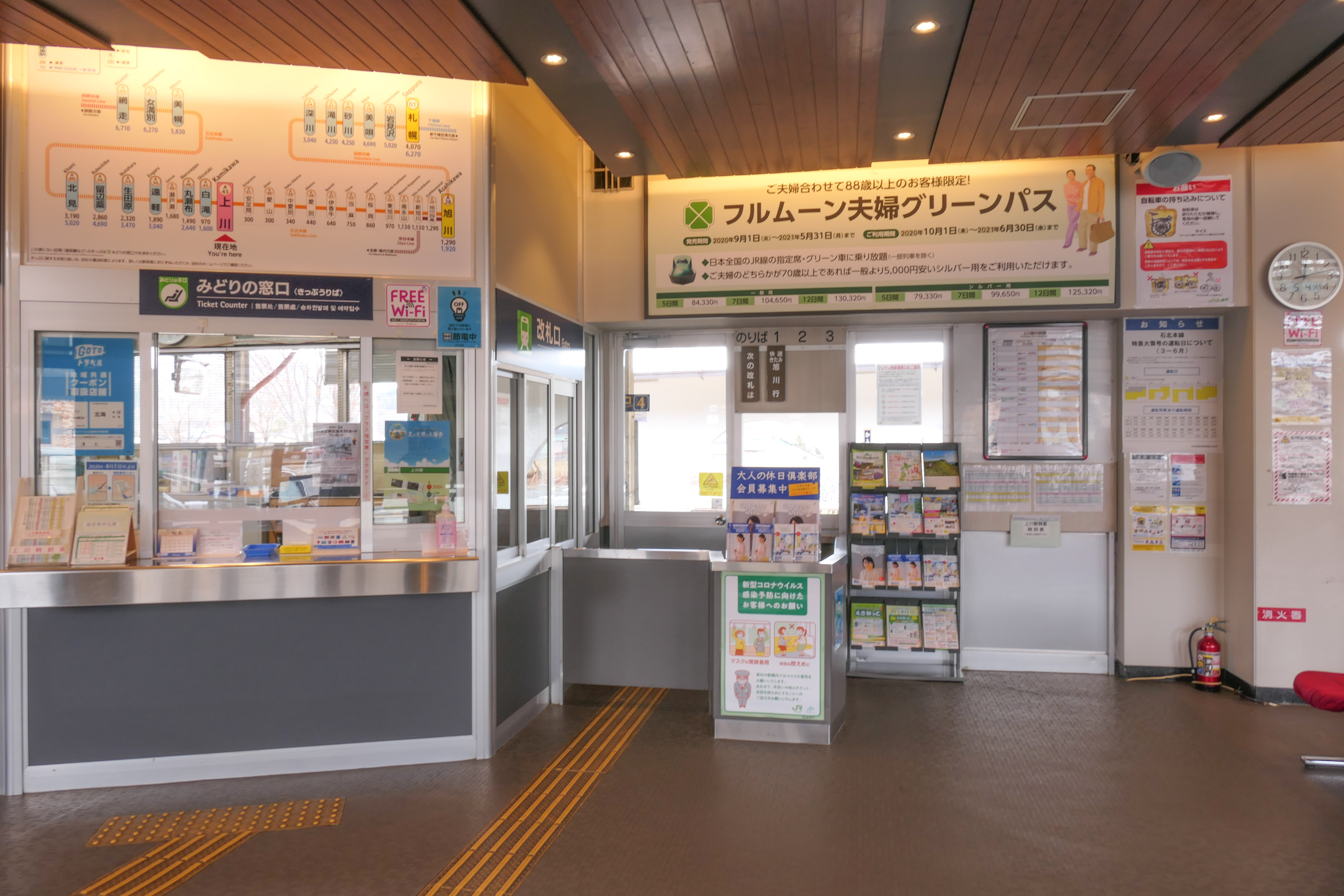
みどりの窓口と改札口（2021年5月）
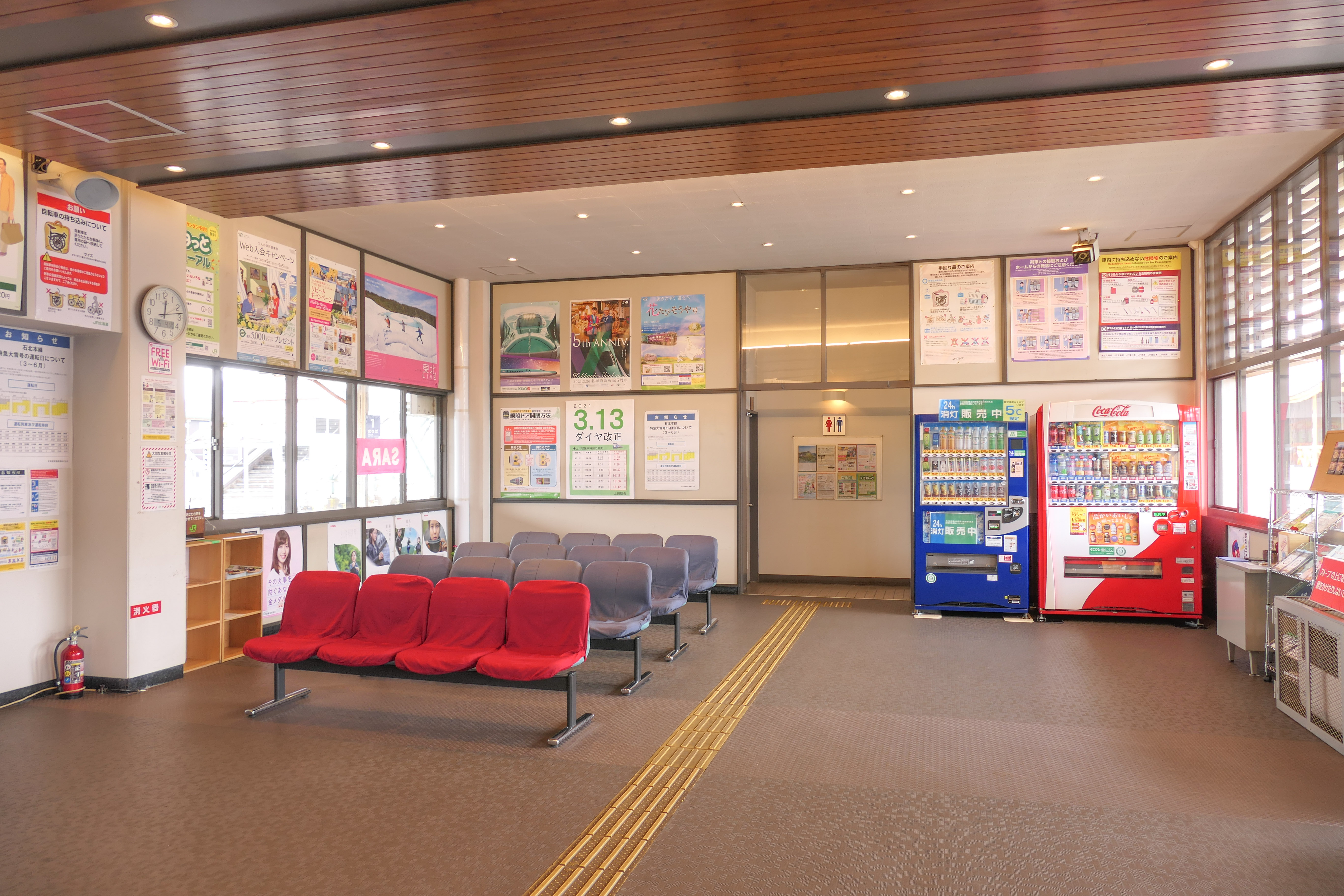
待合室（2021年5月）
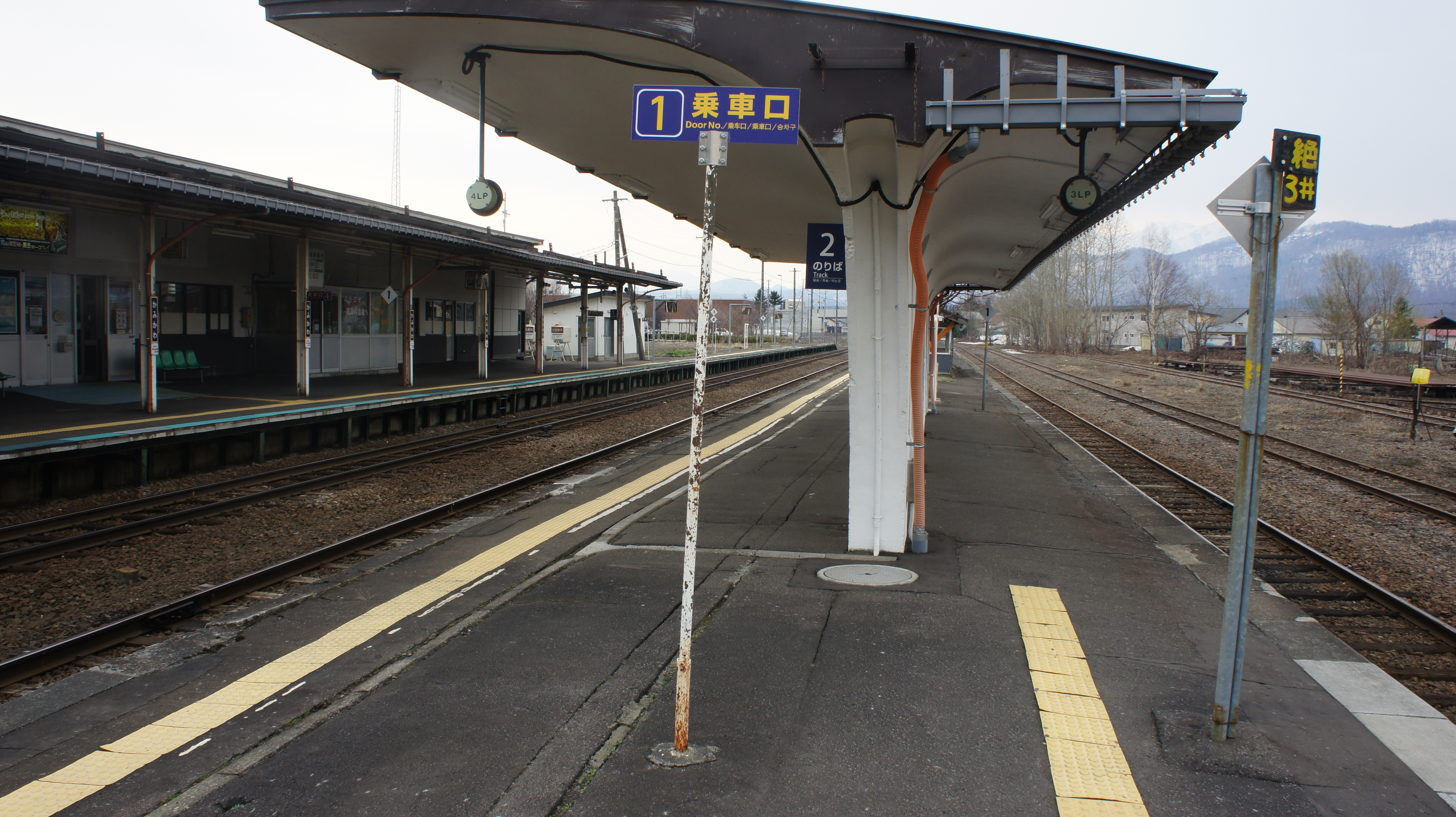
ホーム（2018年4月）
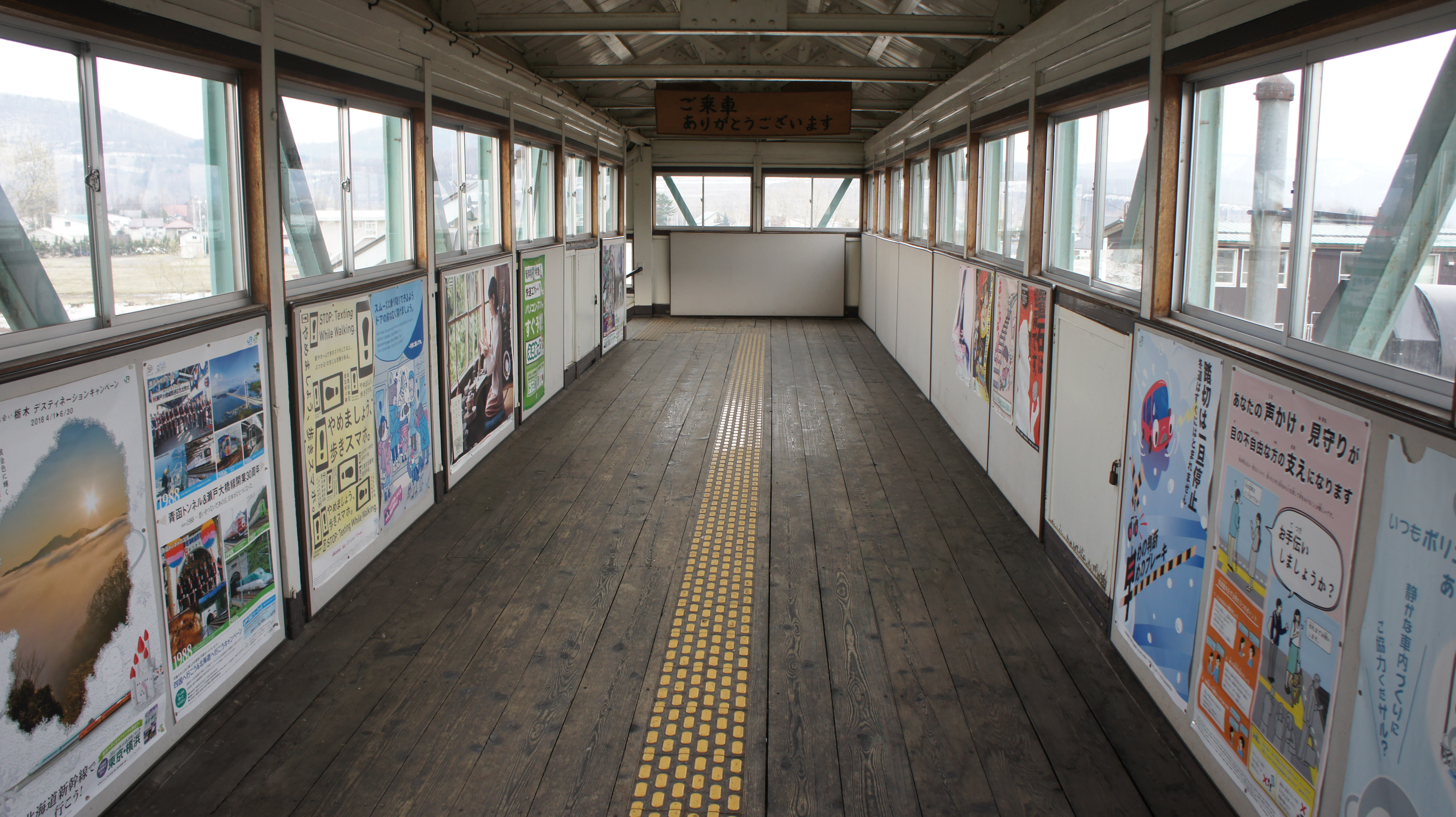
跨線橋（2018年4月）
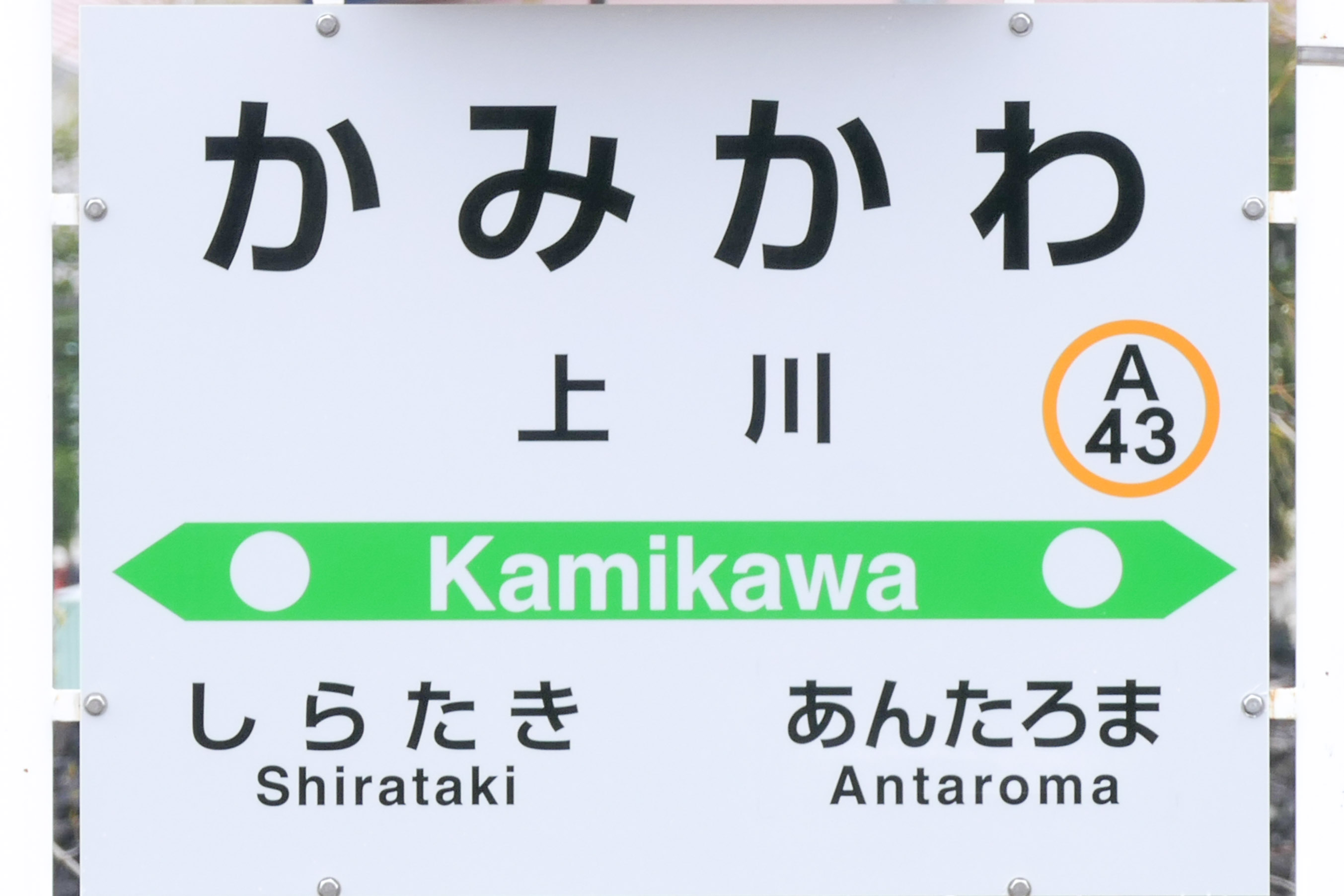
駅名標（2021年5月）
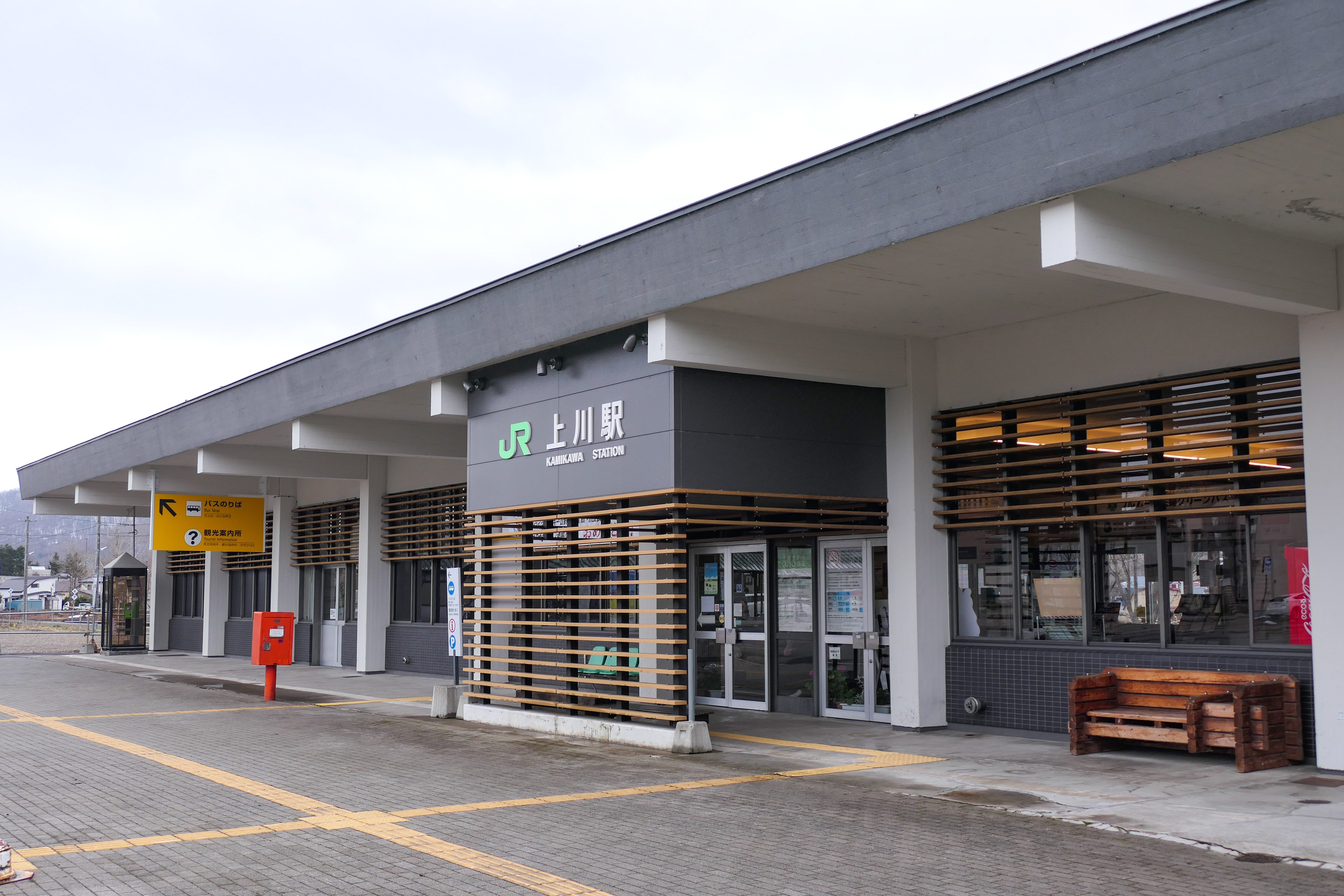
出入口部分近影（2021年5月）
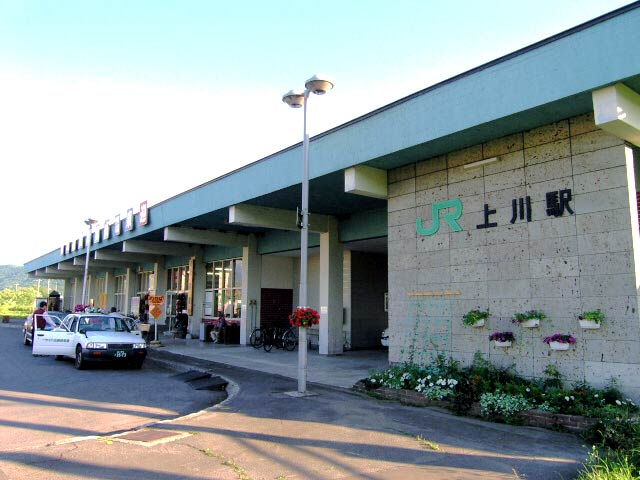
改修前の駅舎出入口（2004年7月）

## 利用状況
乗車人員の推移は以下のとおり。年間の値のみ判明している年については、当該年度の日数で除した値を括弧書きで1日平均欄に示す。乗降人員のみが判明している場合は、1/2した値を括弧書きで記した。
また、「JR調査」については、当該の年度を最終年とする過去5年間の各調査日における平均である。
| 年度               | 乗車人員    | 乗車人員  | 乗車人員 | 出典         | 備考                  |
| 年度               | 年間        | 1日平均   | JR調査   | 出典         | 備考                  |
| ------------------ | ----------- | --------- | -------- | ------------ | --------------------- |
| 1965年（昭和40年） | (356,671.0) | (977.2)   |          | [ 8 ]        | 年間乗降客数：713,342 |
| 1966年（昭和41年） | (348,753.0) | (955.5)   |          | [ 8 ]        | 年間乗降客数：697,506 |
| 1967年（昭和42年） | (351,592.5) | (960.6)   |          | [ 8 ]        | 年間乗降客数：703,185 |
| 1968年（昭和43年） | (327,909.0) | (898.4)   |          | [ 8 ]        | 年間乗降客数：655,818 |
| 1969年（昭和44年） | (386,523.0) | (1,059.0) |          | [ 8 ]        | 年間乗降客数：773,046 |
| 1970年（昭和45年） | (329,372.5) | (902.4)   |          | [ 8 ]        | 年間乗降客数：658,745 |
| 1971年（昭和46年） | (318,546.5) | (870.3)   |          | [ 8 ]        | 年間乗降客数：637,093 |
| 1972年（昭和47年） | (306,410.5) | (839.5)   |          | [ 8 ]        | 年間乗降客数：612,821 |
| 1973年（昭和48年） | (309,499.0) | (847.9)   |          | [ 8 ]        | 年間乗降客数：618,998 |
| 1974年（昭和49年） | (355,338.5) | (973.5)   |          | [ 8 ]        | 年間乗降客数：710,677 |
| 1975年（昭和50年） | (331,735.0) | (906.4)   |          | [ 8 ]        | 年間乗降客数：663,470 |
| 1976年（昭和51年） | (323,125.0) | (885.3)   |          | [ 8 ]        | 年間乗降客数：646,250 |
| 1977年（昭和52年） | (216,235.5) | (592.4)   |          | [ 8 ]        | 年間乗降客数：432,471 |
| 1978年（昭和53年） | (200,117.0) | 517       |          | [ 8 ] [ 13 ] | 年間乗降客数：400,234 |
| 1979年（昭和54年） | (194,161.0) | (530.5)   |          | [ 8 ]        | 年間乗降客数：388,322 |
| 1980年（昭和55年） | (176,662.5) | (484.0)   |          | [ 8 ]        | 年間乗降客数：353,325 |
| 1981年（昭和56年） | (164,527.5) | (450.8)   |          | [ 8 ]        | 年間乗降客数：329,055 |
| 1982年（昭和57年） | (157,723.5) | (432.1)   |          | [ 8 ]        | 年間乗降客数：315,447 |
| 1992年（平成04年） |             | (310.0)   |          | [ 14 ]       | 一日平均乗降客数：620 |
| 2016年（平成28年） |             |           | 165.4    | [ JR北 1 ]   |                       |
| 2017年（平成29年） |             |           | 160.2    | [ JR北 2 ]   |                       |
| 2018年（平成30年） |             |           | 143.2    | [ JR北 3 ]   |                       |
| 2019年（令和元年） |             |           | 134.0    | [ JR北 4 ]   |                       |
| 2020年（令和02年） |             |           | 124.2    | [ JR北 5 ]   |                       |
| 2021年（令和03年） |             |           | 116.8    | [ JR北 6 ]   |                       |
| 2022年（令和04年） |             |           | 101.2    | [ JR北 7 ]   |                       |
| 2023年（令和05年） |             |           | 95.4     | [ JR北 8 ]   |                       |

## 駅弁
かつては構内の「明石構内食堂（明石調製所）」で調理された駅弁が構内やホームで立ち売りされており、近隣の養殖場のニジマスやヤマメを使用した「ニジマス姿鮨」や「やまべ（ヤマメ）鮨」が名物であったが、青函トンネル開通までに販売を終了している。なお、構内食堂は「食事処角」に店名を変えた後に2005年に店を駅前に移転しており、「喰い処あかし」として営業を続けている。
- 御弁当
- 特製御寿司
- ニジマス姿鮨
- やまべ鮨

## 駅周辺
上川町の代表駅。大雪山国立公園の層雲峡温泉方面への玄関口でもある。
- 北海道道300号上川停車場線
- 上川町役場
- 旭川東警察署上川交番
- 上川郵便局
- 旭川信用金庫上川支店
- 上川中央農業協同組合（JA上川中央）上川支所
- 北海道上川高等学校
- 上川自然保護官事務所[16]
- 国道39号
- 旭川紋別自動車道上川層雲峡インターチェンジ

## バス路線
駅に隣接する「森のテラスヌプリ」内に道北バス上川営業所が入居し、「上川森のテラスバスタッチ」と称するバスターミナルとして整備されている。
営業所では案内や都市間バスの予約発券を受け付ける。
乗り入れ路線は層雲峡温泉方面や旭川駅方面の道北バス地域路線のほか、紋別市、北見市・釧路市、帯広市方面への道北バス・共同運行各社の都市間バスが乗り入れる。路線詳細はバス事業者記事を参照。

## 隣の駅
北海道旅客鉄道（JR北海道）
■石北本線

■普通
安足間駅 (A41) - *東雲駅 (A42) - 上川駅 (A43) - *天幕駅 - （中越信号場） - （上越信号場） - （奥白滝信号場） - *上白滝駅 (A44) - 白滝駅 (A45)
*:打消線は廃駅
当駅 - 白滝駅間は、在来線の定期旅客列車が運行する路線としては、JR最長の駅間（37.3 km）になっている。